# Asobara victoriana
Asobara victoriana (лат.) — вид паразитических наездников рода Asobara из семейства Braconidae (Alysiinae, Hymenoptera). Название происходит от имени озера Виктория, рядом с которым где в 1979 году была обнаружена типовая серия (NE Kisumu, Lake Victoria).

## Распространение
Африка: Зимбабве, Кения.

## Описание
Относительно крупный для своего рода вид. Длина от 2,4 до 2,7 мм, переднее крыло до 2,9 мм. От близких видов (Asobara elongitarsis) отличается пропорциями тела, особенностями жилкования крыльев. Усики 24-25-члениковые у самок  Основная окраска тела коричневая. Жвалы крупные, простые, с 3 зубцами. Верхний зубец жвал широкий; средний зубец широкий и короткий; нижний зубец широкий. Передняя тенториальная ямка находится вдали от края глаз. Предположительно паразитируют на представителях отряда двукрылые.

## Систематика
Вид Asobara victoriana был впервые описан в 2019 году испанским гименоптерологом Франсиско Хавьером Перис-Фелипо (Francisco Javier Peris-Felipo, University of Valencia, Paterna, Испания) по материалам из Африки.